# Jeździectwo na Letnich Igrzyskach Olimpijskich 1960
Jeździectwo na Letnich Igrzyskach Olimpijskich 1960 w Rzymie rozgrywane było w dniach 5–10 września. Rywalizowano w 5 konkurencjach – nie rozegrano drużynowego konkursu ujeżdżenia. W zawodach wzięło udział 159 jeźdźców (w tym 8 kobiet) z 29 krajów. Polskę reprezentowało czterech zawodników, którzy wystartowali w indywidualnym i drużynowym WKKW.

## Medaliści
| Konkurencja                            | Złoto | Srebro | Brąz |
| Ujeżdżenie – indywidualnie             | ZSRR · Siergiej Fiłatow na koniu Absent                                                                             | Szwajcaria · Gustav Fischer na koniu Wald                                                                                         | Niemcy Josef Neckermann na koniu Asbach                                                                             |
| WKKW – indywidualnie                   | Australia · Lawrence Morgan na koniu Salad Days                                                                     | Australia · Neale Lavis na koniu Mirrabooka                                                                                       | Szwajcaria · Anton Bühler na koniu Gay Spark                                                                        |
| WKKW – drużynowo                       | Australia · Lawrence Morgan na koniu Salad Days · Neale Lavis na koniu Mirrabooka · Bill Roycroft na koniu Our Solo | Szwajcaria · Anton Bühler na koniu Gay Spark · Hans Schwarzenbach na koniu Burn Trout · Rudolf Günthardt na koniu Atbara          | Francja · Jack le Goff na koniu Image · Guy Lefrant na koniu Nicias · Jehan le Roy na koniu Garden                  |
| Skoki przez przeszkody – indywidualnie | Włochy · Raimondo D’Inzeo na koniu Posillipo                                                                        | Włochy · Piero D’Inzeo na koniu The Rock                                                                                          | Wielka Brytania · David Broome na koniu Sunsalve                                                                    |
| Skoki przez przeszkody – drużynowo     | Niemcy Hans Günter Winkler na koniu Halla Fritz Thiedemann na koniu Meteor Alwin Schockemöhle na koniu Ferdl        | Stany Zjednoczone · Frank Chapot na koniu Trail Guide · William Steinkraus na koniu Ksar d’Esprit · George Morris na koniu Sinjon | Włochy · Raimondo D’Inzeo na koniu Posillipo · Piero D’Inzeo na koniu The Rock · Antonio Oppes na koniu The Scholar |

## Klasyfikacja medalowa
| Lp. | Państwo         |   |   |   | Razem |
| --- | --------------- | - | - | - | ----- |
| 1.  | Australia       | 2 | 1 | 0 | 3     |
| 2.  | Włochy          | 1 | 1 | 1 | 3     |
| 3.  | Niemcy          | 1 | 0 | 1 | 2     |
| 4.  | ZSRR            | 1 | 0 | 0 | 1     |
| 5.  | Szwajcaria      | 0 | 2 | 1 | 3     |
| 6.  | USA             | 0 | 1 | 0 | 1     |
| 7.  | Francja         | 0 | 0 | 1 | 1     |
| 7.  | Wielka Brytania | 0 | 0 | 1 | 1     |